# Julie Yeh
Yeh Feng (en chino tradicional, 葉楓; Hankou, Hubei, nacida el 19 de octubre de 1937), también conocida como Julie Yeh Feng, es una actriz, cantante y empresaria. Protagonizó varias películas en las décadas de 1950 y 1960, y se la considera una de las mayores estrellas de Hong Kong de la época.

## Biografía
Yeh nació como Wang Jiuling en Hankou, Hubei, República de China. Su familia se trasladó a Taiwán en 1948. En 1954 fue contratada en Taiwán para una película que nunca llegó a producirse, tras lo cual los directores Li Han-hsiang y Li Zuyong la recomendaron y fue contratada por Motion Pictures and General Investment (MP&GI). Yeh debutó en la pantalla en 1957, en el musical Our Sister Hedy, que cuenta la historia de cuatro hermanas y sus rivalidades entre hermanas.
Yeh abandonó MP&GI en 1962, tras lo cual fichó por el Shaw Brothers Studio, una de las mayores productoras de Hong Kong. Se retiró en 1969, pero hizo un cameo en la comedia de 1975 de su frecuente coprotagonista Lin Cui. Yeh trabaja actualmente como empresaria.

## Vida personal
En 1961, Yeh se casó con Chang Yang, un actor. En 1965, Yeh se divorció de Chang Yang. Más tarde, Yeh se casó con otro actor, Ling Yun, pero volvió a divorciarse en 1983.

## Filmografías

### Películas
| Año  | Título                                         | Papel                        | Notas                     |
| ---- | ---------------------------------------------- | ---------------------------- | ------------------------- |
| 1957 | Our Sister Hedy (en chino tradicional, 四千金) | Hung Heileon (孔希倫), Helen | [ 3 ]                     |
| 1959 | Too Young to Love 二八佳人                     | Mui Jizyu (梅意珠)           |                           |
| 1959 | The Tragedy of Love 天長地久                   | Kwan Jizan (關伊珍)          |                           |
| 1959 | The Wayward Husband 桃花運                     | Ding Hsiang (丁香)           |                           |
| 1959 | Air Hostess 空中小姐                           | Chu Hsin-chuan (朱心娟)      |                           |
| 1959 | Miss Songbird 歌迷小姐                         | Chang Lanwai (張蘭蕙)        |                           |
| 1959 | Wedding Bells for Hedy                         | Hung Heileon (孔希倫)        |                           |
| 1960 | Sister Long Legs 長腿姐姐                      | Wu Tingting (胡亭亭)         |                           |
| 1960 | Miss Secretary 人秘書艷史                      | Lo Waifan (羅為芬)           |                           |
| 1960 | Time Is Running Short 喋血販馬場               | Lei Siu-juk (李小玉)         |                           |
| 1960 | The Iron Fist 鐵臂金剛                         | Lei Ngonnei (李安妮)         |                           |
| 1960 | Swindlers Delight 紅男綠女                     | Jan Jamcau (殷吟秋)          |                           |
| 1960 | Sleeping Beauty 睡美人                         | Mimi (咪咪)                  |                           |
| 1961 | The Girl with the Golden Arm 賊美人            | Li Xiao-yu                   |                           |
| 1961 | Sun, Moon and Star: Part 1 星星月亮太陽(上)    | Su Yanan                     |                           |
| 1961 | Sun, Moon and Star: Part 2 星星月亮太陽(下)    | Su Yanan                     |                           |
| 1962 | It's Always Spring 桃李爭春                    | Li Ailian                    |                           |
| 1962 | Come Rain, Come Shine 野花戀                   | Chiang Su-ying               |                           |
| 1962 | Love in Bloom 花好月圓                         | Angel Amidst the Clouds      |                           |
| 1963 | Mad About Music 鶯歌燕舞                       | Bai Lihong                   |                           |
| 1964 | The Shepherd Girl 山歌戀                       | Gu Xiuxiu                    |                           |
| 1964 | Please Remember Me 一曲難忘                    | Nanzi (南子)                 | escrito por Eileen Chang. |
| 1964 | The Warlord and the Actress 血濺牡丹紅         | Tang Pei-hua                 |                           |
| 1965 | Pink Tears 痴情淚                              | Bai Lilian                   |                           |
| 1966 | Poisonous Rose 毒玫瑰                          | Jiang Feng                   |                           |
| 1966 | The Joy of Spring 歡樂青春                     | Guest appearance             |                           |
| 1968 | No Time for Love 游龍戲鳳                      |                              |                           |
| 1969 | Unfinished Melody 碧海青天夜夜心               | Gao Xiu-xin                  |                           |
| 1969 | Farewell, My Love 春蠶                         | Jiang Han                    |                           |
| 1975 | Sup Sap Bup Dup 十三不搭                       | Cameo                        |                           |